# Тонімір Сокол
Тонімір Сокол (хорв. Tonimir Sokol; нар. 1 грудня 1986, Сраченець, Вараждинська жупанія) — хорватський борець греко-римського стилю, бронзовий призер чемпіонату Європи, Середземноморський чемпіон, дворазовий бронзовий призер Золотого Гран-прі.

## Біографія
Боротьбою почав займатися з 2000 року в тринадцятирічному віці в Сраченці під керівництвом Мирослава Мадаріча. Через деякий час його запросили до борцівського клубу «Віндія» з міста Вараждин, де він почав тренуватись під керівництвом Енріки Парлаї. Там він швидко став чемпіоном Хорватії серед кадетів, що надало молодому борцю додаткову мотивацію і бажання для подальших занять боротьбою і спортивного розвитку. У 2003 році він вперше стає чемпіоном Ховатії серед дорослих. У 2010-му Тонімір Сокол досяг свого найкращого результати в спортивній кар'єрі, ставши бронзовим призером Чемпіонату Європи в Баку (Азербайджан), прогавши єдиний поєдинок господарю чемпіонату Гасану Алієву, що став переможцем цього турніру. В тому ж році він почав навчатися у вищій тренерській школі з боротьби на факультеті кінезіології в Загребському університеті. У 2011-му Тонімір Сокол виграв Середземноморський чемпіонат з боротьби у Будві (Чорногорія) та став військовослужбовцем Збройних сил Хорватії.

## Спортивні результати
Дев'ятиразовий чемпіон Хорватії (з 2003-го по 2011-й роки). У січні 2016 року через фінансові проблеми змушений був покинути клуб «Віндія» з Вараждина, за який виступав змолоду і провів багато успішних сезонів, ставши в його складі багаторазовим клубним чемпіоном Хорватії. Новою командою Тоніміра Сокола став борцівський клуб «Гаврилович» з міста Петріня.

### Виступи на Чемпіонатах світу
| Змагання                        | Збірна   | Вагова категорія | Місце |
| ------------------------------- | -------- | ---------------- | ----- |
| Чемпіонат світу з боротьби 2009 | Хорватія | 60 кг            | 25    |
| Чемпіонат світу з боротьби 2010 | Хорватія | 60 кг            | 19    |
| Чемпіонат світу з боротьби 2011 | Хорватія | 60 кг            | 9     |
| Чемпіонат світу з боротьби 2013 | Хорватія | 60 кг            | 22    |
| Чемпіонат світу з боротьби 2014 | Хорватія | 59 кг            | 17    |

### Виступи на Чемпіонатах Європи
| Змагання                         | Збірна   | Вагова категорія | Місце  |
| -------------------------------- | -------- | ---------------- | ------ |
| Чемпіонат Європи з боротьби 2007 | Хорватія | 60 кг            | 21     |
| Чемпіонат Європи з боротьби 2008 | Хорватія | 60 кг            | 13     |
| Чемпіонат Європи з боротьби 2010 | Хорватія | 60 кг            | Бронза |
| Чемпіонат Європи з боротьби 2011 | Хорватія | 60 кг            | 10     |
| Чемпіонат Європи з боротьби 2012 | Хорватія | 60 кг            | 16     |
| Чемпіонат Європи з боротьби 2013 | Хорватія | 60 кг            | 13     |
| Чемпіонат Європи з боротьби 2014 | Хорватія | 59 кг            | 8      |

### Виступи на інших змаганнях
| Змагання                                         | Збірна   | Вагова категорія | Місце  |
| ------------------------------------------------ | -------- | ---------------- | ------ |
| Олімпійський кваліфікаційний турнір 2008         | Хорватія | 60 кг            | 20     |
| Олімпійський кваліфікаційний турнір 2008         | Хорватія | 60 кг            | 9      |
| Гран-прі Німеччини з боротьби 2009               | Хорватія | 60 кг            | 15     |
| Гран-прі Німеччини з боротьби 2010               | Хорватія | 60 кг            | 11     |
| Золотий Гран-прі з боротьби 2011                 | Хорватія | 60 кг            | Бронза |
| Середземноморський чемпіонат з боротьби 2011     | Хорватія | 60 кг            | Золото |
| Золотий Гран-прі з боротьби 2011                 | Хорватія | 60 кг            | 10     |
| Кубок Владислава Питласинські 2011               | Хорватія | 60 кг            | 9      |
| Золотий Гран-прі з боротьби 2012                 | Хорватія | 60 кг            | 7      |
| Олімпійський кваліфікаційний турнір 2012         | Хорватія | 60 кг            | 5      |
| Олімпійський кваліфікаційний турнір 2012         | Хорватія | 60 кг            | 7      |
| Золотий Гран-прі з боротьби 2012                 | Хорватія | 60 кг            | 5      |
| Золотий Гран-прі з боротьби 2013                 | Хорватія | 60 кг            | Бронза |
| Трофей Адріатики 2013                            | Хорватія | 66 кг            | 5      |
| Літня Універсіада 2013                           | Хорватія | 60 кг            | 18     |
| Кубок Владислава Пітласинські 2013               | Хорватія | 60 кг            | 26     |
| Золотий Гран-прі з боротьби 2013                 | Хорватія | 60 кг            | 15     |
| Відкритий чемпіонат Загреба 2014                 | Хорватія | 66 кг            | 8      |
| Золотий Гран-прі з боротьби 2014                 | Хорватія | 59 кг            | 10     |
| Міжнародний турнір Любомира Івановича-Гедзи 2014 | Хорватія | 66 кг            | 5      |
| Кубок Владислава Пітласинські 2014               | Хорватія | 59 кг            | 10     |
| Міжнародний турнір Любомира Івановича-Гедзи 2015 | Хорватія | 59 кг            | 12     |
| Кубок Владислава Пітласинські 2015               | Хорватія | 59 кг            | 29     |